# B.G. the Prince of Rap
Bernard Greene (Washington, 28 september 1965 – Wiesbaden, 21 januari 2023), beter bekend onder zijn artiestennaam B.G. the Prince of Rap, was een Duits-Amerikaanse rapper die vooral bekend werd om het maken van hiphouse- en eurodance-platen. Zijn nummers werden geproduceerd door Jam El Mar. Hij had vooral succes in Duitsland. In Nederland had hij een bescheiden hit met The Colour of My Dreams (1994).

## Biografie
Bernard Greene werd in de hoofdstad van Verenigde Staten geboren. Wanneer hij klaar is met zijn school gaat hij bij het leger. Dat stationeert hem in 1985 in Duitsland. Greene is een groot liefhebber van de opkomende rapmuziek en in zijn vrije tijd is hij ook actief. Hij doet mee aan diverse rapcompetities rondom Frankfurt am Main. Daarmee speelt hij zich in de kijker van producer Jam El Mar. Ze nemen de single Rap to the World (1990) op die inspeelt op de populariteit van Hiphouse. De singles doet het aardig in de discotheken. Nog succesvoller is opvolger This Beat Is Hot (1991) waarin Jam El Mar zijn trance invloed laat horen. Deze wordt een hit in Duitsland en weet zelfs in de Verenigde Staten in de onderste regionen van de hitlijsten te komen. Hij staat daardoor ook in het voorprogramma van Marky Mark & The Funky Bunch. Er verschijnen nog enkele bescheiden hits en het album The Power of Rhythm (1991). In veel van zijn tracks wordt hij bijgestaan door zangeres Paris Red.
In 1994 is Greene weer terug met het album The Time Is Now, waarop producer Stefan Benz is aangehaakt. Op dit album wordt ingespeeld op de dan populaire Eurodance. Hierdoor is de rol van Paris Red nog groter. Hierop staat het nummer The Colour of My Dreams. Het is zijn grootste hit in Duitsland en ook in Nederland is er een bescheiden hitnotering. In 1996 verschijnt het album Get the Groove On. Dit album is enkel grotendeels Stefan Benz geproduceerd, en heeft meer een housegeluid. Het is geïnspireerd op het geluid van The Outhere Brothers en 2 in a Room. Paris Red speelt dan ook geen rol meer. In eigen land heeft dit nieuwe geluid weinig succes meer. Al is het nummer Stomp, een cover van The Brothers Johnson, nog wel een hit in Finland en Nieuw-Zeeland. Daarna verdwijnt hij van het toneel. Sporadisch duikt hij nog eens op in producties van anderen. In 2004 werkt hij mee aan het project Big T van Torsten Stenzel en Taucher. Vanaf 2016 wordt hij weer wat actiever en rapt hij diverse singles voor producer Chrizz Morisson. Greene wordt echter ziek. Hij krijgt prostaatkanker. Op 21 januari van 2023 komt hij hieraan te overlijden.

### Albums
- The Power of Rhythm (1991)
- The Time Is Now (1994)
- Get the Groove On (1996)

| Single met eventuele hitnotering(en) in de Nederlandse Top 40 | Datum van verschijnen | Datum van binnenkomst | Hoogste positie | Aantal weken | Opmerkingen |
| ------------------------------------------------------------- | --------------------- | --------------------- | --------------- | ------------ | ----------- |
| The Colour of My Dreams                                       |                       | 02-07-1994            | tip6            | -            |             |